# La festa del nulla
La festa del nulla è un romanzo scritto da Bugo e pubblicato da Rizzoli il 22 ottobre del 2019.

## Trama
Il libro è un romanzo di formazione, ambientato nel 1990 a Cerano, nella provincia novarese.  Il protagonista è un adolescente rocker che, insieme al suo gruppo di amici, decide di partire per un viaggio. Gli amici si chiamano Franca, Gheddafi e Cabrini. Il protagonista, Crisante, è innamorato di Barbara e decide di raggiungerla a Londra. Il viaggio lo fanno in treno, ma quando arrivano, trovano tutto tranne Barbara. Come dichiarato da Bugo in un'intervista a All Music Italia, i luoghi sono reali mentre i protagonisti e i fatti sono "tutti inventati, è pura letteratura".